# アベ・レンストラ
アベ・ミンデルツ・レンストラ（Abe Minderts Lenstra、1920年11月27日 - 1985年9月2日）は、オランダ・ヘーレンフェーン出身の元同国代表サッカー選手、元サッカー指導者。現役時代のポジションはFW。
1940年代から50年代にかけてのオランダを代表するフォワード。キャリアを通しておよそ700試合の公式戦に出場し、680得点近くを記録した。

## 経歴

### クラブ
1936年にSCヘーレンフェーンでシニアデビューを果たすと、すぐにレギュラーに定着。プロ化される前のアマチュアリーグにおいて北部リーグ9連覇や8度のリーグ得点王などヘーレンフェーンの象徴とされた。1940年の夏には、セリエAのインテルから破格のオファーが打診されたが、レンストラの放出を恐れてクラブがオファーをレンストラに伝えなかった。1951年と翌年には、国内のスポーツマンオブザイヤーにも選出された。1954年、オランダサッカー界でサッカーに対するプロ化の動きが現れると、同年の夏にSCエンスヘーデへ引き抜かれ、レンストラにとって初めてのエールディヴィジ参戦となった1956-57シーズンには、30試合で17得点を挙げ、以降4シーズン連続でリーグ戦2桁得点を挙げた。その後、3シーズンをエンスヘーデセ・ボーイズで過ごし、1963年に現役を引退した。

### 代表
1940年3月31日、ルクセンブルク代表との親善試合でオランダ代表デビューを飾り、代表初ゴールも挙げた。代表では、ファース・ヴィルケスやキース・ライフェルスといった選手達と共にプレーをし、1948年にはイギリスオリンピックにも出場したが、ベスト16でイギリス代表に3-4で敗れた。この後も主に親善試合でキャップ数とゴールを積み重ねたが、FIFAワールドカップやUEFA欧州選手権といったメジャー大会には最後まで出場は叶わなかった。

## 人物
1936年から19年間在籍したSCヘーレンフェーンでは、レンストラの功績を讃えるためにクラブのホームスタジアムの名称をアベ・レンストラ・スタディオンとしている。
現役引退後の1977年7月、脳梗塞を引き起こしたため、下半身付随による車椅子生活を送っていたが、1985年9月2日、生まれ故郷ヘーレンフェーンにて64歳で生涯に幕を下ろした。